# ب‌ام‌و سری ۳ گرن توریزمو
ب‌ام‌و سری ۳ گرن توریزمو (BMW 3 Series Gran Turismo) خودرویی است. طراحی آن خودروهای موتور جلو-محور عقب بوده
این خودرو با کد اتاق F34 اولین بار با یک کانسپت در سال ۲۰۰۹ در نمایشگاه فرانکفورت معرفی شد. این مدل به عنوان یک اتاق مستقل در سری ۳ ب‌ام‌و معرفی شد. سری ۳ جی‌تی ۱۱۰ میلی‌متر از طول، ۷۹ میلی‌متر در ارتفاع و ۱۷ میلی‌متر در عرض از سری ۳ معمولی بزرگتر است. این محصول ب‌ام‌و بر روی شاسی وی۳ که یکی از شاسی‌های سری ۳ این شرکت است قرار دارد. سرانجام این محصول در سال ۲۰۱۳ به سبد خرید ب‌ام‌و اضافه شد.